# Championnat d'Arabie saoudite de football 1990-1991
Navigation
Saison précédente Saison suivante
La saison 1990-1991 du Championnat d'Arabie saoudite de football est la quinzième édition du championnat de première division en Arabie saoudite. La Premier League regroupe les douze meilleurs clubs du pays au sein d'une poule unique, où ils s'affrontent deux fois au cours de la saison, à domicile et à l'extérieur. À la fin de la compétition, les deux derniers du classement sont relégués et remplacés par les deux meilleurs clubs de deuxième division. En haut du classement, les quatre premiers se qualifient pour la phase finale pour le titre, disputée sous forme de coupe.
C'est le club d'Al Shabab Riyad qui remporte le championnat en battant Al Nasr Riyad en finale, après avoir terminé 2e de la saison régulière. C'est le tout premier titre de champion d'Arabie saoudite de l'histoire du club.

## Les clubs participants
| - Al Nasr Riyad - Al-Hilal FC - Al Ahli - Al Ittihad - Al Wehda - Al Ta'ee Ha'il | - Al Qadisiya Al Khubar - Al Shabab Riyad - Al Riyad SC - Al Arabi - Promu de D2 - Ettifaq FC - Al-Najma - Promu de D2 |

## Compétition

### Première phase
Le barème utilisé pour établir le classement est le suivant :
- Victoire : 2 points
- Match nul : 1 point
- Défaite : 0 point

| Rang | Équipe                | Pts | J  | G  | N  | P  | Bp | Bc | Diff |
| ---- | --------------------- | --- | -- | -- | -- | -- | -- | -- | ---- |
| 1    | Al Nasr Riyad         | 34  | 22 | 14 | 6  | 2  | 38 | 15 | +23  |
| 2    | Al Shabab Riyad       | 32  | 22 | 13 | 6  | 3  | 30 | 14 | +16  |
| 3    | Al-Hilal FC T         | 31  | 22 | 12 | 7  | 3  | 28 | 10 | +18  |
| 4    | Ettifaq FC            | 28  | 22 | 11 | 6  | 5  | 29 | 18 | +11  |
| 5    | Al Ittihad C          | 26  | 22 | 9  | 8  | 5  | 24 | 14 | +10  |
| 6    | Al Riyad SC           | 23  | 22 | 10 | 3  | 9  | 28 | 30 | -2   |
| 7    | Al Ahli               | 22  | 22 | 7  | 8  | 7  | 24 | 17 | +7   |
| 8    | Al Ta'ee Ha'il        | 19  | 22 | 4  | 11 | 7  | 22 | 29 | -7   |
| 9    | Al Qadisiya Al Khubar | 18  | 22 | 5  | 8  | 9  | 17 | 23 | -6   |
| 10   | Al Wehda              | 17  | 22 | 4  | 9  | 9  | 14 | 26 | -12  |
| 11   | Al Najma P            | 8   | 22 | 0  | 8  | 14 | 13 | 35 | -22  |
| 12   | Al Arabi P            | 6   | 22 | 0  | 6  | 16 | 12 | 48 | -36  |

|  | Qualification pour la phase finale pour le titre                                               |
|  | Qualification pour la Coupe des Coupes 1992-1993                                               |
|  | Relégation en deuxième division                                                                |
|  | T : Tenant du titre C : Vainqueur de la Coupe d'Arabie saoudite P : Promu de deuxième division |

### Phase finale

#### Demi-finales
| Équipe 1    | Résultat | Équipe 2        | Aller | Retour |
| ----------- | -------- | --------------- | ----- | ------ |
| Al-Hilal FC | 3 - 4    | Al Shabab Riyad | 2 - 2 | 1 - 2  |
| Ettifaq FC  | 2 - 3    | Al Nasr Riyad   | 1 - 2 | 1 - 1  |

#### Match pour la3eplace
| Équipe 1    | Résultat | Équipe 2   |
| ----------- | -------- | ---------- |
| Al-Hilal FC | 2 - 1    | Ettifaq FC |

#### Finale
| Équipe 1      | Résultat | Équipe 2        |
| ------------- | -------- | --------------- |
| Al Nasr Riyad | 1 - 2    | Al Shabab Riyad |

## Bilan de la saison
| Championnat d'Arabie saoudite de football 1990-1991 |                             |
| Champion                                            | Al Shabab Riyad (1er titre) |
| Coupes et trophées                                  |                             |
| Vainqueur de la Coupe d'Arabie saoudite 1990-1991   | Al Ittihad                  |
| Qualifications continentales                        |                             |
| Coupe d'Asie des clubs champions 1992-1993          | Al Shabab Riyad             |
| Coupe des Coupes 1992-1993                          | Al Ittihad                  |
| Coupe des clubs champions du golfe Persique 1993    | Al Shabab Riyad             |
| Promotions et relégations                           |                             |
| Promus en Premier League                            | Al-Nahda                    |
| Promus en Premier League                            | Ohud Médine                 |
| Relégués en First Division                          | Al Najma                    |
| Relégués en First Division                          | Al Arabi                    |